# Temnopleurus decipiens
Temnopleurus decipiens is een zee-egel uit de familie Temnopleuridae.
De wetenschappelijke naam van de soort werd in 1904 gepubliceerd door Johannes Cornelis Hendrik de Meijere.